# Melvin Schwartz
Melvin Schwartz (New York, 1932. november 2. – Twin Falls, Idaho, 2006. augusztus 28.) amerikai fizikus. 1988-ban megosztott Nobel-díjat kapott Leon Ledermannal és Jack Steinbergerrel a "a neutrínónyaláb módszerért, és a müonneutrínó felfedezésével a leptonok dublet szerkezetének kimutatásáért".

## Élete
A nagy gazdasági világválság idején nőtt fel New Yorkban, és a Bronx High School of Science-be járt. A fizika iránt 12 évesen kezdett érdeklődni.
1953-ban diplomázott a Columbia Egyetemen, majd 1958-ban Ph.D. fokozatot szerzett. Kollégáival a 60-as évek elején a Brookhaveni Nemzeti Laboratóriumban végezte el azokat a kísérleteket, amelyekért később a Nobel-díjat kapták.
1966-ban, miután 17 évet töltött a Columbia Egyetemen, a Stanford Egyetemre ment, ahol a SLAC nevű új részecskegyorsító építése éppen befejeződött. Itt a hosszú életű semleges kaonok bomlását tanulmányozta, illetve egy másik projekt keretében sikeresen állítottak elő és detektáltak relativisztikus hidrogén-szerű atomokat, melyek egy pionból és egy müonból álltak.
A 70-es években alapítója és elnöke lett a Szilícium-völgyben a Digital Pathways nevű cégnek.
1991-ben a Brookhaveni Nemzeti Laboratóriumban a nagyenergiás és nukleáris fizika részlegének igazgatója lett, és ezzel egyidőben fizikaprofesszorként visszatért a Columbia Egyetemre.
Visszavonulása után az Idaho állambeli Ketchum városában élt. 2006. augusztus 28-án hunyt el Parkinson-kór és Hepatitis C fertőzés következtében.